# Pentamerismus juniperi
Pentamerismus juniperi är en spindeldjursart som först beskrevs av Reck 1951.  Pentamerismus juniperi ingår i släktet Pentamerismus och familjen Tenuipalpidae. Inga underarter finns listade i Catalogue of Life.